# Azeri festők listája
Ez a lista az azeri festők nevét tartalmazza ábécé sorrendben.

## A
- Mikayıl Abdullayev (1921–2002)

## B
- Səttar Bəhlulzadə (1909–1974)
- Semyon Bilmes (* 1955)

## Ə
- Fuad Əbdürəhmanov (1915–1971)
- Əzim Əzimzadə (Azim Azimzade) (1880–1943)

## H
- Heydər Hatəmi (* 1945)
- Əhəd Hüseyni (* 1944)
- Arif Hüseynov (* 1943)

## X
- Fərhad Xəlilov (* 1946)

## İ
- Mirzə Qədim İrəvani (1825–1875)

## K
- Celal Karyağdı (1914–2001)
- Qeysər Kaşıyeva (1893–1972)
- Bəhruz Kəngərli (1892–1922)

## Q
- Usta Qənbər Qarabaği (1830–1905)

## M
- Böyükağa Mirzəzadə (1921–2007)

## N
- Toğrul Nərimanbəyov (1930–2013)
- Vidadi Nərimanbəyov (1926–2001)

## O
- Kazım Ordubadi (1919–2002)

## R
- Maral Rəhmanzadə (1916–2008)
- Ələkbər Rzaquliyev (1903–1973)
- Elbəy Rzaquliyev (1926–2007)

## S
- Vəcihə Səmədova (1924–1965)